# Lucifer (seriál)
Lucifer je americký kriminální fantastický televizní seriál, volně natočený na motivy stejnojmenného komiksu vydavatelství Vertigo ze skupiny DC Comics. Autorem seriálu je Tom Kapinos. Premiérově byl vysílán v letech 2016–2021, první tři řady mezi lety 2016 a 2018 na stanici Fox, od roku 2019 poté na streamovací platformě Netflix. Celkově vzniklo v šesti řadách 93 dílů.

## Příběh
Hlavní postavou seriálu je Lucifer Morningstar, který opustil svoji pozici pána pekel a vydal se užívat si rozmařilého života v Los Angeles. Zde s pomocí démonky Mazikeen vede noční klub Lux. Poté, co zachrání život jedné malé celebritě, zjistí, že pomáhání lidem mu přináší uspokojení. Začne proto působit jako poradce u losangeleské policie, kde pomáhá detektivovi Chloe Deckerové při vyšetřování vražd. Svůj pravý původ ani schopnosti neskrývá, ale jeho okolí to bere jen za jeho osobitý styl. Své schopnosti používá k trestání a zastrašování těch, kteří si to zaslouží. Do L.A. dorazí i Luciferův nejstarší bratr, anděl Amenadiel, se kterým nemá jednoduchý vztah.
První řada seriálu pojednává o snaze Amenadiela přesvědčit Lucifera k návratu do pekla a také o záhadném postřelení detektiva Grahama. Ve druhé sérii se Lucifer musí vypořádat s příchodem své matky, bývalé manželky Boha, která obsadila tělo zavražděné právničky. Třetí řada se zaměřuje na záhadného Sinnermana, který je však jen loutkou biblického a dosud žijícího Kaina. Během čtvrté série dorazí do Los Angeles biblická Eva, zatímco Lucifer se musí vypořádat se svým posláním ďábla i s fanatickým knězem, který jej chce sprovodit z povrchu zemského. V páté řadě je Luciferovým hlavním protivníkem Michael, jeho dvojče, s nímž soupeří o pozici Boha, kterou jejich otec opouští. Během závěrečné šesté série se musí Lucifer vypořádat s očekáváními ostatních, rodinnými záležitostmi i vlastními tužbami.

## Obsazení
- Tom Ellis jako Lucifer Morningstar, ďábel na odpočinku, majitel klubu Lux a konzultant losangeleské policie (1.–6. řada), a jako Michael, Luciferovo dvojče (5.–6. řada)
- Lauren German jako detektiv Chloe Deckerová, Luciferova parťačka
- Kevin Alejandro jako detektiv Daniel „Dan“ Espinoza, kolega a Chloein exmanžel
- DB Woodside jako Amenadiel, Luciferův bratr
- Lesley-Ann Brandt jako Mazikeen „Maze“, démonka, Luciferova podřízená
- Scarlett Estevez jako Beatrice „Trixie“ Espinozová, Chloeina a Danova dcera (1.–4. řada, jako host v 5. a 6. řadě)
- Rachael Harris jako doktorka Linda Martinová, Luciferova psychoterapeutka
- Kevin Rankin jako detektiv Malcolm Graham (1. řada)
- Tricia Helfer jako „máma“ (v originále mum) / Bohyně (2. řada, jako host v 5. řadě) a jako Charlotte Richardsová (2.–3. řada, jako host v 6. řadě)
- Aimee Garcia jako Ella Lopezová, forenzní specialistka losangeleské policie (2.–6. řada)
- Tom Welling jako poručík Marcus Pierce / Kain (3. řada; v originále Cain)
- Inbar Lavi jako Eva (4. řada, jako host v 5. a 6. řadě; v originále Eve)
- Brianna Hildebrand jako Aurora „Rory“ (6. řada)

## Vysílání
| Řada | Díly | Premiéra v USA | Premiéra v USA  | Stanice v USA |
| Řada | Díly | První díl      | Poslední díl    | Stanice v USA |
| ---- | ---- | -------------- | --------------- | ------------- |
| 1    | 13   | 25. ledna 2016 | 25. dubna 2016  | Fox           |
| 2    | 18   | 19. září 2016  | 29. května 2017 | Fox           |
| 3    | 26   | 2. října 2017  | 28. května 2018 | Fox           |
| 4    | 10   | 8. května 2019 | 8. května 2019  | Netflix       |
| 5    | 16   | 21. srpna 2020 | 28. května 2021 | Netflix       |
| 6    | 10   | 10. září 2021  | 10. září 2021   | Netflix       |

Práce na seriálu o Luciferovi, postavě původně vytvořené Neilem Gaimanem pro komiks Sandman, jenž posléze dostal vlastní komiksovou řadu, byly ohlášeny v září 2014. V květnu 2015 objednala stanice Fox pro sezónu 2015/2016 první, třináctidílnou řadu Lucifera. Pilotní díl byl odvysílán 25. ledna 2016. Dne 7. dubna 2016 ohlásila stanice Fox objednání druhé řady seriálu, jejíž úvodní díl měl premiéru 19. září 2016. Na konci října 2016 objednala stanice Fox pro celosezónní druhou řadu dalších devět dílů. Třetí sérii s 22 epizodami získal seriál v únoru 2017. Další měsíc bylo oznámeno, že druhá řada bude zkrácena o čtyři díly, které nejsou součástí celkového příběhu a stojí víceméně samostatně. Tyto epizody byly přesunuty do první poloviny třetí série, která celkově měla 24 dílů. V jejím rámci byly natočeny i dvě epizody, které nebyly zařazeny do vysílání a které měly být dle plánu showrunnerů uvedeny v rámci potenciální čtvrté řady. Dne 11. května 2018 však stanice Fox seriál kvůli nízké sledovanosti po třech řadách zrušila, poslední díl byl odvysílán 14. května 2018. Zbývající dvě epizody, které byly původně přesunuty do možné čtvrté série, zařadila stanice Fox do svého programového schématu na 28. květen 2018 jako bonusové díly.
Zrušení Lucifera ze strany stanice Fox vyvolalo mezi fanoušky na internetu velký ohlas, do kampaně o záchranu seriálu se vložili i herci. Dne 15. června 2018 oznámila společnost Netflix, že po dohodě s producentem seriálu Warner Bros. Television objednala čtvrtou řadu seriálu. Desetidílná série byla zveřejněna na Netflixu 8. května 2019. O měsíc později zveřejnili tvůrci Lucifera, že Netflix objednal navazující desetidílnou pátou řadu, která měla seriál uzavírat; v červenci téhož roku byl počet dílů změněn na 16. V červnu 2020 Netflix oznámil, že seriál bude definitivně zakončen šestou řadou. První část páté řady byla zveřejněna v srpnu 2020, druhá část v květnu 2021. Závěrečná šestá série byla na Netflixu uvedena 10. září 2021.